# Guy Kibbee
Guy Kibbee, född 6 mars 1882 i El Paso, Texas, död 24 maj 1956 i East Islip i Suffolk County, New York, var en amerikansk skådespelare. Kibbee fick sitt genombrott som skådespelare på Broadway i pjäsen Torch Song 1930. Kort därefter kom han till Hollywood för att börja filma. Han var kontrakterad hos bolag som Paramount Pictures och Warner Bros. och specialiserade sig på att spela joviala karaktärer. Han medverkade i över 100 filmer.

## Filmografi i urval
- 1931 – Man of the World
- 1931 – A.B. Tre Skälmar
- 1932 – Gentleman för en dag
- 1933 – Lady för en dag
- 1933 – 42:a gatan
- 1933 – Footlight Parade
- 1933 – Gold Diggers 1934
- 1933 – Hur ska detta sluta?
- 1934 – Under-bar
- 1935 – Kapten Blod
- 1936 – Lille lorden
- 1938 – Livet på en pinne
- 1939 – Mr Smith i Washington
- 1939 – Jag svär vid mina ögon
- 1939 – Vi charmörer
- 1940 – Vår lilla stad
- 1941 – Det började med Eva
- 1941 – Hennes svaga punkt
- 1942 – Den första kärleken...
- 1948 – Indianöverfallet vid Fort Apache
- 1948 – Flykt genom öknen